# コンスライアー・GTP
コンスライアー・GTPは米国の自動車メーカーであったコンスライアー・インダストリーによって製造されたスポーツカーである。

## 歴史
[[File:]]
1985年にウォーレン・モスラー氏によって考案されたGTPは、車両重量998kg(2,200ポンド)のミッドエンジンスポーツカーで、最初のシリーズは約70台が販売された。エンジンは、最高出力175hp (135kW)を発揮するクライスラー製2.2L 4ターボ IIエンジンを搭載していた。
2番目のシリーズは同じエンジンを改良したTurbo IIIバージョンを搭載し、最高出力190hp (141kW)、最高速度は249km/h (155mph)を発揮する。ほとんどの機械部品もクライスラー製のものを搭載していた。シャーシは珍しいグラスファイバーとフォーム製で、ボディに金属を使用せずにカーボンファイバーとケブラーでボディを作った最初の車両となった。ハイグレードモデルにあたるGTP LXにはレカロシート、サンルーフ、エアコン、クルーズコントロールシステム、パワーロック等の装備が追加されている。オプションでセキュリティシステムや電話(車内に装備)などが用意されていた。
GTPは6年間、IMSA GT選手権で出場し、優勝した。優れたパワーウェイトレシオによる性能に自身を持ったウォーレン・モスラー氏は、米国で正規に販売されている車でGTPにレースを挑み、挑戦者側が勝利すればモスラー氏が2万5000米ドルを支払うという企画を実施した。米国の自動車雑誌であるCar and Driverの編集部がC4コルベットでレースに挑み勝利したが、モスラー氏にコースと車(グッドコンディションのGTP)、ドライバーを選ぶ権利がなかったとして、結果的に賞金の2万5000ドルは支払われなかった。
1993年、コンスライアー・インダストリーは自動車部門をモスラー オートモティブとして分離し、GTPはイントルーダーという名称に変更された。

## 参照
- コンスライアー GTPとは
- モスラー オートモティブ